# Xã Ponto Lake, Quận Cass, Minnesota
Xã Ponto Lake (tiếng Anh: Ponto Lake Township) là một xã thuộc quận Cass, tiểu bang Minnesota, Hoa Kỳ. Năm 2010, dân số của xã này là 481 người.